# Вільний арт-простір

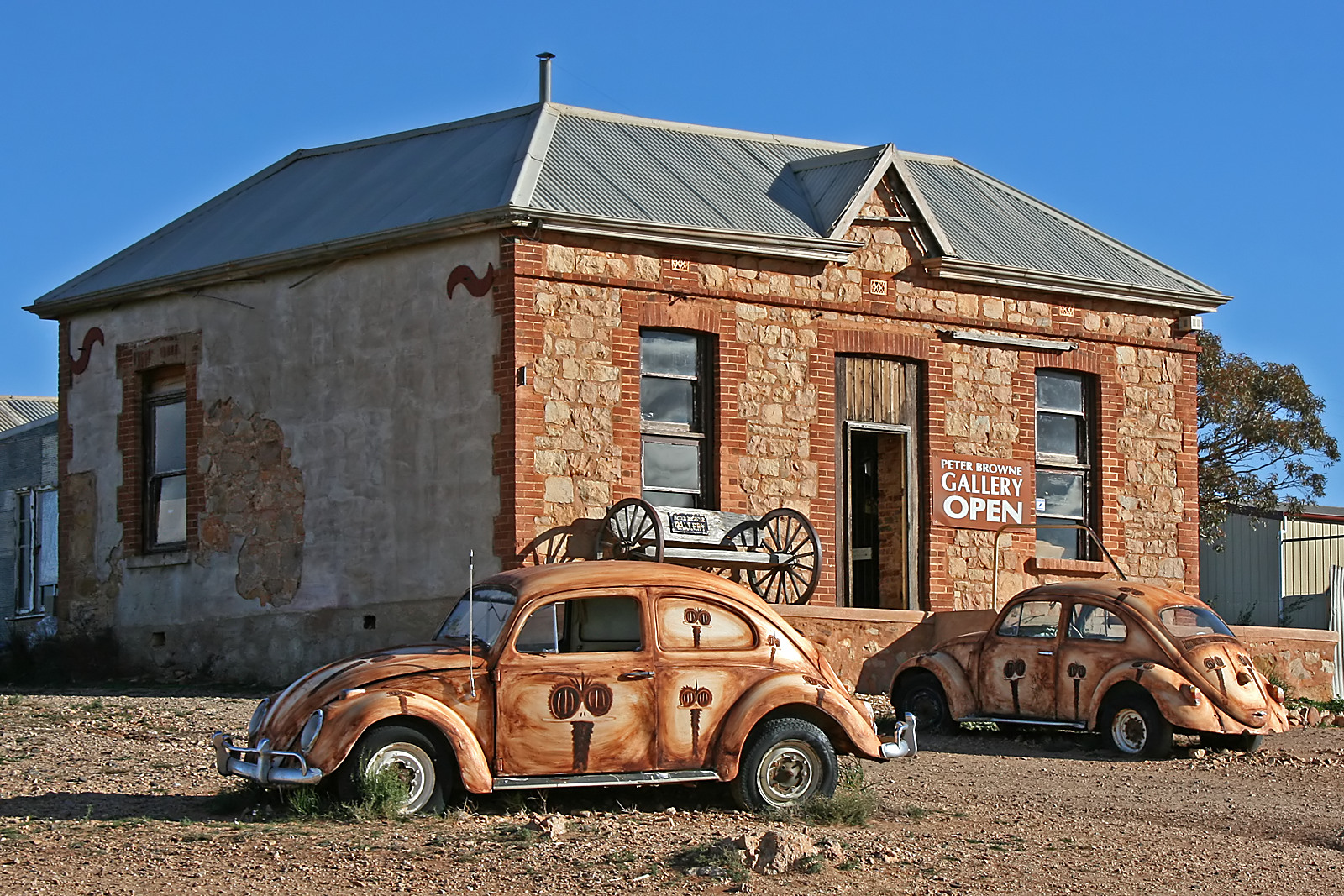
Галерея Пітера Бравна, ініціатива художників у Сільвертоні, Новий Південний Вельс, працює в відреставрованій закинутій будівлі.

Вільний арт-простір (англ. artist-run space — дослівний переклад "простір, керований митцями") — це галерея чи інший об’єкт, яким керують або керують митці, який часто обходить структури громадських мистецьких центрів, музеїв або комерційних галерей і дозволяє проводити більш експериментальну програму. Ініціатива, керована виконавцями (ARI) — це будь-який проект, який здійснюють художники, включно зі звуковими чи візуальними художниками, для представлення своїх та чужих проектів. Вони можуть бути наближеними до традиційного простору художньої галереї за зовнішнім виглядом чи функціями, або вони можуть застосувати помітно інший підхід, обмежений лише розумінням цього терміна художником. «Ініціативи, керовані митцями» — це загальна назва для багатьох видів діяльності, створеної митцями.

## Україна
В Україні найвідоміші вільні арт-простори знаходяться в Києві та Харкові. Поза тим, цей напрямок в Україні зароджується і не всі подібні ініціятиви відомі широкому загалові.

### Київ
"Інституту автоматики" – мистецька група, яка самоорганізувалась з метою окреслити творчу автономію. Інститут автоматизації спрямовує свою діяльність на пошук форм і засобів художнього вираження у сфері сучасного мистецтва. Арт-простір створено на базі «Художніх майстерень Київського інституту автоматики». Арт-простір було запущено 20 липня 2020, знаходиться у Києві на вул. Нагірній, 22 у приміщенні Київського інституту автоматики. Чисельність близько 60 художників.
Мистецький простір «Хлібзавод» (HLEBZAWOD) створено на території покинутого заводу влітку 2016 року. Його місія — просвітницька діяльність у сучасному мистецтві. Також у поєднанні зі становленням виставкової діяльності в Україні, популяризацією сучасного мистецтва, як необхідністю сучасного переказу нашого культурно-історичного змісту. Він містить програми ознайомлення аудиторії з тенденціями українського сучасного мистецтва, розкриття його соціальної та культурної значущості, формування глядацького світогляду та смаків, пошуку та допомоги у вихованні молодих талантів. Знаходиться за адресою вулиця Кирилівська, 65.

### Харків
127 garage – простір для культурних ініціатив від митців і для митців. Художник Антон Ткаченко та кураторка Настя Хлестова відкрили у своєму гаражі простір для виставок, лекцій, шоу, зустрічей, дискусій і, головне, експериментів. 
"Мета та місія – створити простір, комфортний для роботи та взаємодії, підтримуючи молодих художників. Ми хочемо зробити мистецтво доступним і популярним, тому, розташовуючись у житловому комплексі, ми відкриті до спілкування та роботи з місцевою громадою".
У 127 garage у різних форматах обміну знаннями для продукації інструментів розуміння ситуації сьогодні для кращого майбутнього. Знаходиться на вулиці Новоолександрівській 54а.

## Австралія
В Австралії існує багато вільних арт-просторів.  Ці організації часто отримують фінансову допомогу від уряду та державних фінансових органів. 

## Канада
Вільний арт-центр (ориг. artist-run centre) є загальним терміном використання для організацій, ініційованих і керованих художниками в Канаді. Центри дотримуються моделі некомерційних мистецьких організацій, не стягують плату за вхід, є некомерційними та не приділяють уваги продажу робіт. Центри були спочатку створені у відповідь на відсутність можливості представити сучасну роботу в Канаді та бажання спілкуватися з іншими митцями на національному та міжнародному рівнях.  У 1990-х роках по всій Канаді було понад 100 центрів, керованих художниками. Наразі існує щонайменше 60 центрів, керованих художниками, які постійно фінансуються. 

## Ірландія
За останні 25 років у Республіці Ірландія з’явилися такі сучасні приміщення, як Ormston House, Pallas Projects, Sample-Studios і 126 Artist-run Gallery, хоча вони й відрізняються за структурою.
Після фінансової кризи 2007–2008 років у ряді ірландських міст спостерігався високий рівень пустих трогівельних приміщень. Аннет Молоні, куратор і автор книги «Мистецтво в вільних просторах» (2010), «зазначає, що художники все частіше використовують рецесію як можливість використовувати вільні магазини».   У цей час митець ініціював такі проекти, як The Complex, Block T, Basic Space, The Joinery і This is Not a Shop, користуючись такими просторами в Дубліні, тоді як Occupy Space, Ormston House, Raggle Taggle Consortium і Faber Studios з’явилися в Лімерику. Крім того, більш-менш одночасно з’явилися Basement Project Space, Cork Contemporary Projects, The Couch, The Black Mariah і Sample-Studios/Tactic у Корку, а також 126 та проекти Engage Art Studios у Ґолвеї. 

## Велика Британія
У Сполученому Королівстві є численні ARI, які часто працюють навколо та критикують функціонування більших мистецьких інституцій та організацій. ARI — це проект, яким незалежно керують митці, який зазвичай демонструє роботи місцевих і нових митців; багато з них існують за рахунок невеликих бюджетів і управляються колективами художників. У Великій Британії ARI, як правило, менші та менш постійні, ніж державні та муніципальні організації, і можуть, наприклад, засновуватися на час події або на період оренди майна. Більшість ARI у Великій Британії фінансуються Радою мистецтв, національним агентством розвитку мистецтв у Великій Британії, яке розподіляє державні кошти від уряду та Національної лотереї .
Приміщення, яким керують художники, особливо сильно вплинули на відродження міст у Ґлазґо, де місто отримало нагороду «Культурна столиця Европи» в 1990 році в основному завдяки великій кількості виставкових просторів і галерей, якими керують художники, наприклад Transmission Gallery.  Куратор Ганс Ульріх Обріст ввів термін «диво Глазго», щоб описати це.
Один ARI, Catalyst Arts із Белфаста, написав, що:
«Керівництво митцями (англ. artist-run) означає ініціювання обміну; підкреслення перехресних та міждисциплінарних підходів до створення мистецтва; розвиток мереж; через кураторство, втілення творчих ідей та переконань у життя» 

### Північна Ірландія
Catalyst Arts базується безпосередньо на Transmission і, у свою чергу, надихнув 126 у Ґолвеї. Artcetera, PS², Platform і Belfast Print Workshop – це інші простори, керовані художниками в Белфасті. 

## Сполучені Штати

### Чикаго
Чикаго має давню традицію просторів і проектів, керованих художниками, починаючи з кінця 1800-х років. У 1876 році художник Д. Найт Картер заснував Вінсеннську галерею образотворчого мистецтва, яка була реорганізована в 1880 році Френком К. Бромлі, Генрі Артуром Елкінсом разом з іншими художниками, щоб створити постійну галерею та місце проживання для художників-студій. 
У 1984 році виставка «Альтернативні простори», яку курувала Лінн Воррен у Музеї сучасного мистецтва, каталогізувала десятки мистців і мистецьких просторів, які з’явилися в Чикаго, включно з хвилею альтернативних просторів, що виникли з 1960-х по 1984 рік, включаючи галерею «Артемісія» (1973-2003)., галерея ARC (1973-), галерея Bugs Bunny (1968-1972), галерея NAME (1973-1997), галерея NAB (1974-1984), галерея Randolph Street (1979-1998), 1019 W. Lake St./Noise Factory (1981-1985), WPA Gallery (1981-?) і Axe Street Arena (1985-1989).  
У 2009 році Artist Chicago був створений Арт-центром Гайд-Парку та показував помітні простори, керовані художниками, які працювали з кінця 1990-х до 2009 року. 

### Лос-Анджелес
Лос-Анджелес має традицію художніх просторів, що сягає принаймні 1950-х років. Перформанс Shoot Кріса Бердена відбувався в закладі, яким керувала художниця Барбара Т. Сміт . Лос-Анджелесські сучасні виставки (Los Angeles Contemporary Exhibitions) заснували кілька осіб, у тому числі двоє художників. Machine Project, Pretend Gallery, Actual Size і Human Resources керуються художниками. Наразі в Лос-Анджелесі є виразна сцена вільних арт-просторів, про що свідчить ярмарок художників під назвою Other Places Art Fair (OPAF), який складається з майже повністю керованих художниками просторів та ініціатив. 

### Нью-Йорк
У 1950-х роках на Мангеттені кооперативи, керовані художниками, стали альтернативою галереям у верхній частині Медісон-авеню, які обслуговували здебільшого заможних колекціонерів і європейських колекціонерів, орієнтованих на визнане мистецтво. З початку 1950-х до початку 1960-х років галереї на 10-й вулиці, розташовані здебільшого в Іст-Віллідж у нижньому Мангеттені, стали випробувальним полігоном для більшої частини сучасного мистецтва, яке досягло популярності та комерційного успіху в наступні десятиліття. У 1960-х роках галерея Park Place стала першою важливою сучасною галереєю в Сохо .  Галерея Park Place була кооперативом під керівництвом художників, який показував найсучасніші геометричні абстракції .   Зрештою, до 1970-х Сохо став новим центром нью-йоркського мистецького світу, коли сотні комерційних галерей відкрилися під час раптової хвилі мистецького процвітання. 
Серед галерей сучасних художників:
- MINUS SPACE – це кураторський проект художників, присвячений редуктивному мистецтву . Minus Space підтримує виставковий простір у Брукліні та курує виставки в інших місцях у країні та за кордоном. Minus Space також веде діяльність в інтернеті, що дозволяє йому співпрацювати з іншими установами. [21]

### Сан-Франциско
Savernack Street — це вільна мікрогалерея, розташована в Мішн-Дистрикт Сан-Франциско, створена та курована художницею Керрі Сінклер Кац. Інтер’єр галереї недоступний для відвідувачів, а мистецькі роботи можна оглянути, лише подивившись у вічко, розташоване на вітрині. На виставках зазвичай представлений окремий мініатюрний твір мистецтва, який виглядає більшим або в натуральну величину, якщо дивитися у вічко. 

### Портленд
Портленд, штат Ореґон, є домом для ініціатив художників, зокрема Carnation Contemporary і Chicken Coop Contemporary. 

## Дивитися також
- Недержавна організація
- Неприбуткова організація

## Подальше читання
- Hale, Matt; Noble, Paul; Owen, Peter (2002). City Racing : the life and times of an artist-run gallery, 1988-1998. London: Black Dog. ISBN 978-1901033472., an account by the artists, of a ten-year-long ARI based in London from 1988-1998.

## Зовнішні посилання
- Criticalnetwork: британська ініціатива та мережа художників, яка просуває проекти інших британських та ірландських ARI
- City Racing, опублікований Black Dog Publishing